# Hypena indicatalis
Hypena indicatalis är en fjärilsart som beskrevs av Walker 1859. Hypena indicatalis ingår i släktet Hypena och familjen nattflyn. Inga underarter finns listade i Catalogue of Life.